# Cantonul Mayenne-Est
Cantonul Mayenne-Est este un canton din arondismentul Mayenne, departamentul Mayenne, regiunea Pays de la Loire, Franța.

## Comune
- Aron
- La Bazoge-Montpinçon
- La Bazouge-des-Alleux
- Belgeard
- Commer
- Grazay
- Marcillé-la-Ville
- Martigné-sur-Mayenne
- Mayenne (parțial, reședință)
- Moulay
- Sacé
- Saint-Fraimbault-de-Prières